# Тельес-Хирон, Мариано
Мариано Франсиско де Борха Хосе Хусто Тельес-Хирон и Бофорт-Спонтин (исп. Mariano Francisco de Borja José Justo Téllez-Girón y Beaufort-Spontin, 19 июля 1814, Мадрид — 2 июня 1882, Борен) — крупный испанский аристократ и гранд, политический и военный деятель, дипломат.
Приобрел известность в европейских столицах своим эксцентричным образом жизни. В Испании после его смерти в светских кругах стала популярной поговорка «Не будьте Осуной» — предостережение от разнообразных трат.

## Детство
Родился 19 июля 1814 года в Мадриде. Второй сын Франсиско де Борха Тельеса-Хирона, 10-го герцога Осуна (1785—1820), и Марии Франсиски Филиппы де Бофорт-Спонтин (1785—1830). Его старший брат, Педро де Алькантара Тельес-Хирон и Бофорт-Спонтин, 11-й герцог де Осуна (1810—1844), скончался в августе 1844 года в возрасте 34 лет, не оставив потомства.
Дворянский род Осуна вел свою родословную с XII века. За практически семисотлетнюю историю до рождения герцога эта семья породнилась со многими аристократическими домами не только Испании, но и Европы, на что указывают многочисленные титулы де Осуны: 16 герцогских титулов, 20 графских титулов, 24 титула маркиза и более 20 титулов другого ранга.
Мариано рано лишился обоих родителей. Воспитанием после их смерти занималась его бабка, Мария Хозефа Алонсо Пиментель и Тельес-Хирон, графиня-герцогиня де Бенавенте (1752—1834). Это была неординарная женщина, светская львица, покровительница искусств, чей облик был запечатлен прославленным испанским художником Франсиско Гойей в знаменитой серии офортов «Капричос» под номером 55 («До самой смерти»).
С 1866 года Мариано Тельес-Хирон был женат на своей родственнице, принцессе Марии Леонор цу Сальм-Сальм (1842—1891), дочери Франца Йозефа Фридриха Филиппа, принца цу Сальм-Сальм (1801—1842), и принцессы Марии Жозефины Софии цу Лёвенштайн-Вертхайм-Розенберг (1814—1876). Их брак был бездетным. 22 сентября 1884 года Мария Леонор цу Сальм-Сальм во второй раз вышла замуж за Рудольфа Максимилиана Людвига Константина фон Кроя, графа фон Дюльмена (1823—1902).

## Карьера
В 1833 году 18-летний Мариано Тельес-Хирон, носивший тогда титул маркиза Терранова, поступил на военную службу в чин кадета. В сентябре 1835 года в связи с началом Первой карлистской войны он был переведен в северный полк, где стал помощником генерала Луиса Фернандеса де Кордобы, 3-го маркиза де Мендигоррия. В этот период маркиз Терранова становится активным участником многочисленных сражений, проявленная храбрость в которых была в декабре 1836 года отмечена испанской королевой Изабеллой II медалью ордена Калатравы. В 1837 году под предводительством генерала Бальдомеро Эспартеро Мариано Тельес-Хирон участвовал в новой северной кампании, принесшей ему Орден Святого Фердинанда. Подорвав здоровье в многочисленных военных операциях, он получил внештатное назначение в королевскую гвардию и в 1838 году отправился в Лондон в составе испанской дипломатической миссии на празднование коронации королевы Великобритании Виктории.

## Герцог Осуна
29 августа 1844 года после внезапной смерти своего старшего брата, Педро де Алькантары Тельеса-Хирона и Бофорта-Спонтина, 11-го герцога де Осуна (1810—1844), не оставившего потомства, Мариано Тельес-Хирон унаследовал титулы и владения дома Осуна, став 12-м герцогом де Осуна, 16-м герцогом де Гандия, 15-м герцогом де Бехар, 14-м герцогом де Аркос, 15-м герцогом дель Инфантадо, 14-м герцогом де Медина-де-Риосеко, а также владельцем большого количества других титулов.
В 1852 году за заслуги перед короной герцог де Осуна был назначен маршалом и кавалером Ордена Золотого Руна, а затем президентом испанского Сената. В 1853 году он присутствует в качестве посла Испании на свадьбе императора Франции Наполеона III и испанской дворянки Евгении де Монтихо в Париже, где остается вплоть до 1856 года.
В этот период начинает складываться образ эксцентричного холостяка, модника и мота. Образ, по свидетельству Хуана Валеры, секретаря дипломатической миссии в Санкт-Петербурге, очень привлекательный для европейских дам.
В октябре 1856 года по поручению королевы Испании Изабеллы II герцог де Осуна отправился в Санкт-Петербург. Ему в составе небольшой дипломатической миссии предстояло отправиться в столицу Российской империи, чтобы поздравить нового императора Александра II со вступлением на престол и торжественно возобновить прерванные в 1833 году дипломатические отношения между двумя странами. В июле 1858 года герцог де Осуна был назначен Чрезвычайным послом Испании в России. На этом посту герцог задержался на десять лет. Его деятельность по налаживанию как дипломатических, так и экономических отношений отражена в проекте Торгового соглашения между Россией и Испанией, к сожалению, не реализованного. Депеши испанских дипломатов, работавших под его руководством, раскрывают попытки сближения двух далеких стран, предпринятых герцогом не только в качестве официального представителя своей страны, но и через образ «человека из общества». На поддержание высокого статуса испанского посольства, проведение банкетов и т. д. герцог де Осуна, отказавшийся от государственного жалования, тратил грандиозные суммы из личных средств. В 1868 году герцог де Осуна подал в отставку в связи с революцией в Испании и изгнанием из страны королевы Изабеллы.
В 1878 году на краткий срок вернулся на государственную службу и возглавил чрезвычайную дипломатическую миссию Испании на праздновании серебряной свадьбы бельгийской королевской четы. В 1881 году также получил назначение представлять Испанию на свадьбе будущего кайзера Германской империи Вильгельма II.
2 июня 1882 года 67-летний герцог де Осуна скончался в городе Борен в Бельгии. Непомерные траты в результате привели семью Осуна к печальному финалу. В 1844 году Мариано де Тельес-Хирон унаследовал ренту в пять миллионов песет и на момент своей смерти оставил долг в сорок четыре миллиона. Его вдова в 1882 году была вынуждена продать даже герцогскую библиотеку, которая стала частью Национальной библиотеки Испании.

## Титулы
- 12-й герцог де Осуна (гранд Испании)
- 16-й герцог де Гандия (гранд Испании)
- 15-й герцог де Бехар (гранд Испании)
- 14-й герцог де Аркос (гранд Испании)
- 15-й герцог дель Инфантадо (гранд Испании)
- 14-й герцог де Медина-де-Риосеко (гранд Испании)
- 17-й граф и 14-й герцог де Бенавенте (гранд Испании)
- 11-й герцог де Пастрана (гранд Испании)
- 11-й герцог де Эстремера[исп.] (гранд Испании)
- 12-й герцог де Франкавилья (гранд Испании)
- 15-й герцог де Пласенсия (гранд Испании)
- 12-й герцог де Лерма (гранд Испании)
- 12-й герцог де Мандас и Вильянуэва (гранд Испании).
- Принц де Эболи и Скуиллаче
- Принц де Мелито
- 16-й Маркиз де Сантильяна[исп.]
- 17-й Маркиз де Тавара
- 14-й Маркиз де Пеньяфьель
- 12-й Маркиз де Терранова[англ.]
- Маркиз дель Сенете[исп.]
- Маркиз де Хибралеон
- Маркиз де Саара
- Маркиз де Аргуэсо
- Маркиз де Альменара[исп.]
- Маркиз де Архесилья[исп.]
- Маркиз де Льомбай
- Маркиз де Кирра
- Маркиз де Марчини
- Маркиз де Кампу
- Маркиз де Диано
- Маркиз де Сеа
- Маркиз де Монтегудо[исп.]
- Маркиз де Вильягарсия[исп.]
- Маркиз де Нулес
- 16-й Граф де Уренья
- 8-й Граф де Фонтанар[англ.]
- 18-й Граф де Бенавенте
- Граф де Мелито
- Граф дель-Реал-де-Мансанарес[исп.]
- Граф де Сальданья
- Граф дель-Сид
- Граф де Вильяда[исп.]
- Граф де Хадраке
- Граф де Баньярес
- Граф де Белалькасар
- Граф де Олива
- Граф де Маяльде
- Граф де Байлен[исп.]
- Граф де Касарес[исп.]
- Граф де ла Чамушка
- Граф де Алисиано
- Граф де Сентельес
- Граф де Симари
- Граф де Майорга
- Граф де Озило
- Граф де Когинас
- Первый граф Королевства Валенсия
- Виконт де ла Пуэбла-де-Алькосер
- Сеньор де Нулес
- Сеньор де Мельгар-де-Фернаменталь-и-Вильясандино
- Генерал-лейтенант сухопутных войск
- Пожизненный сенатор (1845—1846) и сенатор по праву (1878—1879)